# Ivakoanymassief
Het Ivakoanymassief is een bergmassief gelegen in het zuiden van Madagaskar. Het massief ligt ten zuiden van het Centraal Hoogland. Het bevindt zich vooral in de regio's Anosy en Ihorombe en heeft een hoogte van rond de 1300 meter.
In dit massief ontspringt de Zomandao, die later in tot de Mangoky samenvloeit.